# Mistrzostwa Świata w Kolarstwie Przełajowym 2012
63. Mistrzostwa Świata w Kolarstwie Przełajowym 2012 odbyły się w belgijskim mieście Koksijde, w dniach 28 - 29 stycznia 2012 roku.

## Medaliści
| Konkurencja:                | Złoto:               | Czas      | Srebro:              | Czas     | Brąz:                   | Czas     |
| Klasyfikacja mężczyzn       |                      |           |                      |          |                         |          |
| Elite (29 stycznia 2012)    | Niels Albert         | 1:06:07 h | Rob Peeters          | + 0:24 m | Kevin Pauwels           | + 0:30 m |
| U-23 (28 stycznia 2012)     | Lars van der Haar    | 49:20 m   | Wietse Bosmans       | + 0:01 m | Michiel van der Heijden | + 0:03 m |
| Juniorzy (28 stycznia 2012) | Mathieu van der Poel | 43:36 m   | Wout Van Aert        | + 0:09 m | Quentin Jauregui        | + 0:21 m |
| Klasyfikacja kobiet         |                      |           |                      |          |                         |          |
| Elite (29 stycznia 2012)    | Marianne Vos         | 41:04 m   | Daphny Van Den Brand | + 0:38 m | Sanne Cant              | + 0:38 m |

## Szczegóły

### Zawodowcy
| Medal | Zawodnik          | Narodowość | Czas      |
| ----- | ----------------- | ---------- | --------- |
|       | Niels Albert      | Belgia     | 1:06:07 h |
|       | Rob Peeters       | Belgia     | + 0:24    |
|       | Kevin Pauwels     | Belgia     | + 0:30    |
| 4     | Tom Meeusen       | Belgia     | + 0:34    |
| 5     | Bart Aernouts     | Belgia     | + 0:35    |
| 6     | Klaas Vantornout  | Belgia     | + 1:09    |
| 7     | Sven Nys          | Belgia     | + 1:11    |
| 8     | Radomír Šimůnek   | Czechy     | + 2:15    |
| 9     | Philipp Walsleben | Niemcy     | + 2:25    |
| 10    | Simon Zahner      | Szwajcaria | + 2:31    |

### U-23
| Medal | Zawodnik                | Narodowość | Czas    |
| ----- | ----------------------- | ---------- | ------- |
|       | Lars van der Haar       | Holandia   | 49:20 m |
|       | Wietse Bosmans          | Belgia     | + 0:01  |
|       | Michiel van der Heijden | Holandia   | + 0:04  |
| 4     | Arnaud Jouffroy         | Francja    | + 0:05  |
| 5     | Laurens Sweeck          | Belgia     | + 0:50  |
| 6     | Marek Konwa             | Polska     | + 0:56  |
| 7     | Mike Teunissen          | Holandia   | + 1:03  |
| 8     | Arnaud Grand            | Szwajcaria | + 1:13  |
| 9     | David Menut             | Francja    | + 1:13  |
| 10    | Gianni Vermeersch       | Belgia     | + 1:28  |

### Juniorzy
| Medal | Zawodnik             | Narodowość | Czas    |
| ----- | -------------------- | ---------- | ------- |
|       | Mathieu van der Poel | Holandia   | 43:36 m |
|       | Wout Van Aert        | Belgia     | + 0:08  |
|       | Quentin Jauregui     | Francja    | + 0:21  |
| 4     | Quinten Hermans      | Belgia     | + 0:21  |
| 5     | Daan Soete           | Belgia     | + 0:21  |
| 6     | Yorben Van Tichelt   | Belgia     | + 0:48  |
| 7     | Silvio Herklotz      | Niemcy     | + 1:00  |
| 8     | Daan Hoeyberghs      | Belgia     | + 1:25  |
| 9     | Romain Seigle        | Francja    | + 1:32  |
| 10    | Victor Koretzky      | Francja    | + 2:11  |

### Kobiety
| Medal | Zawodnik              | Narodowość        | Czas    |
| ----- | --------------------- | ----------------- | ------- |
|       | Marianne Vos          | Holandia          | 41:04 m |
|       | Daphny van den Brand  | Holandia          | + 0:37  |
|       | Sanne Cant            | Belgia            | + 0:38  |
| 4     | Sanne van Paassen     | Holandia          | + 0:49  |
| 5     | Katherine Compton     | Stany Zjednoczone | + 0:53  |
| 6     | Nikki Harris          | Wielka Brytania   | + 1:03  |
| 7     | Sophie de Boer        | Holandia          | + 1:05  |
| 8     | Kateřina Nash         | Czechy            | + 1:11  |
| 9     | Jasmin Achermann      | Szwajcaria        | + 1:12  |
| 10    | Lucie Chainel-Lefèvre | Francja           | + 1:54  |

## Tabela medalowa
| Miejsce | Państwo  |   |   |   |   |
| ------- | -------- | - | - | - | - |
| 1.      | Holandia | 3 | 1 | 1 | 5 |
| 2.      | Belgia   | 1 | 3 | 2 | 6 |
| 3.      | Francja  | 0 | 0 | 1 | 1 |